# 中田榮一
中田 榮一（中田 栄一、なかた えいいち、生年不詳 - 2008年9月10日）は、日本の地理学者、歴史学者、教育者。立教大学教授、帝京大学教授、歴史地理学会名誉会員。

## 人物・経歴
富山県出身。富山高等学校 (旧制)に入学し、石井逸太郎に学ぶ。
その後、京都帝国大学で地理学を専攻して卒業。京都帝国大学では高山岩男に師事し、歴史地理学への関心を高めた。
大学卒業後、東京小金井の国民精神文化研究所の助手となる。
2年ほど勤務した後、第二次大戦前に立教大学予科に務めると、予科教授となり、後に立教大学文学部助教授を経て、同教授を務めた。
1954年4月に、史学科で地理学を担当していた中田の誘いを受けて別技篤彦が立教大学史学科教授に赴任する。
立教大学で地理学講座の創設と育成に尽力し、昭和30年代の初期に立教大学文学部史学科に地理学講座（現・史学科超域文化学専修）を設置する。
菊池利夫と交流し、1958年（昭和33年）4月に日本歴史地理研究会（現・歴史地理学会）が発足した際には、立教大学の中田の研究室が研究会の事務所となった。研究会の有力な支援者には内田寛一、古田良一、三友国五郎らがいた。
同1958年（昭和33年）に立教大学アジア地域総合研究施設が発足し、現在に続く立教大学アジア地域研究所の礎となっている。
立教大学を定年退職後、帝京大学の教授を務め1998年に同大学を定年退職。そのほか、日本大学など複数の大学で非常勤講師を務め、多くの学生を育てた。